# 国立斯特拉斯堡应用科学学院
国立斯特拉斯堡应用科学学院是INSA集团的第五所，也是最新的一所工程师大学校，位于阿尔萨斯大区下莱茵省的首府斯特拉斯堡。目前在校的工程师专业学生1400人，其中11.4%为国际学生；116人从事教学及科研，90人从事技术管理等工作。下属7坐实验室。

## 教学
学校在授予工程师文凭的同时也是20所公立建筑学校之外可以授予建筑师文凭的学校。进入学校学习建筑需要通过单独的竞赛。